# Pollenia hermoniella
Pollenia hermoniella este o specie de muște din genul Pollenia, familia Calliphoridae, descrisă de Andy Z. Lehrer în anul 2007.
Este endemică în Israel. Conform Catalogue of Life specia Pollenia hermoniella nu are subspecii cunoscute.